# Manny Ubilla
Emmanuel Lawrence Ubilla Alvarado, detto Manny (New York, 26 giugno 1986), è un cestista statunitense con cittadinanza portoricana.

## Palmarès
- Campionato lettone: 1

Ventspils: 2017-18